# Dark Alex
Dark Alex (znany też jako Dark AleX, DAX, Alejandro) – hiszpański programista, który napisał niekomercyjne oprogramowanie układowe pozwalające na nieautoryzowane modyfikacje konsoli PlayStation Portable (PSP). 
Sony (producent konsoli PSP) sześciokrotnie wypuszczało uaktualnienia blokujące kolejne wersje modyfikujące oryginalny firmware. 
W 2007 r. Dark Alex zaprzestał programowania kolejnych wersji. Założył jednak grupę o nazwie M33, w której od lipca do września 2007 razem z innymi programistami tworzył kolejne modyfikacje oryginalnego oprogramowania Sony. 
Według oświadczenia na stronie internetowej, Dark_AleX nie będzie się więcej zajmował sceną PSP. We współpracy z czołowymi programistami zajmującymi się oprogramowaniem homebrew stworzył także tzw. "Baterię Pandory" dzięki której można naprawić zepsute (tzw. "zbrickowane") PSP, oraz wykonać downgrade do firmware'u 1.50 i upgrade z każdej wersji oprogramowania do Custom Firmware (zmodyfikowany firmware). 
Pod koniec września 2007 na jego oficjalnej stronie ogłosił, że ostatnia zmodyfikowana wersja to 3.71, która została jednak niedopracowana. Po pewnym czasie pojawiły się aktualizacje w postaci kernelu 1.50 potrzebnego do poprawnego działania niektórych programów typu homebrew.
Praca Dark Alexa polegała na tworzeniu zmodyfikowanego oprogramowania dla PlayStation Portable Classic, a w chwili obecnej także dla Slim&Lite. Oprogramowanie Dark_Alexa łączy postępy oryginalnego oprogramowania firmy Sony z dodatkami takimi jak np. uruchamianie programów homebrew, emulacja konsoli PlayStation czy możliwość uruchamiania kopii zapasowych gier na PSP.
- 14-01-2008 - wydanie modyfikatora oficjalnego firmware 3.80 (3.80 M33). Był to wyczekiwany Custom Firmware, jednocześnie nie wnoszący zbyt wielu istotnych zmian. Wersja miała kilka wad, m.in. spowalnianie gier. Po wydaniu piątej łaty problemy zniknęły.
- 31-1-2008 - wydanie zmodyfikowanej wersji 3.90 umożliwiającej użytkownikom PSP Slim & Lite prowadzenie rozmów przez Skype i posiadającej wszystkie cechy FW 3.80 M33-5, tzn. uruchamianie obrazów gier UMD z karty, uruchamianie wersji homebrew, itp.
- 15-2-2008 - wydanie programu TimeMachine, który służył do uruchomienia emulacji wersji 1.50 na PSP Slim & Lite. Może on również emulować wersję 1.50 na klasycznym PSP (tzw. PSP Fat) oraz zmodyfikowaną wersję 1.50 modyfikowany (Fat i Slim), 3.40 OE-A (Fat) oraz 3.60 M33 (Slim). Dzięki TimeMachine można również uruchomić menu serwisowe wgrywając na kartę pamięci odpowiednie pliki.